# كمال مواسا
 كمال مواسا  (1950 الجزائر) هو لاعب كرة قدم جزائري.

## روابط خارجية
- كمال مواسا على موقع قاعدة بيانات كرة القدم.إي يو (الإنجليزية)